# Minas de Corrales
Minas de Corrales est une ville et une municipalité de l'Uruguay située dans le département de Rivera. Sa population est de 3 444 habitants.

## Population
| Année | Population |
| ----- | ---------- |
| 1963  | -          |
| 1975  | 1 377      |
| 1985  | 2 426      |
| 1996  | 2 938      |
| 2004  | 3 444      |

,

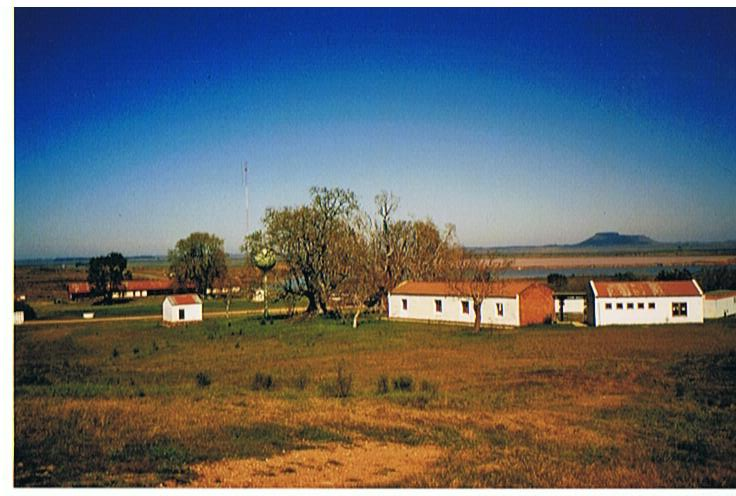
Mine d'or San Gregorio, bâtiment administratif
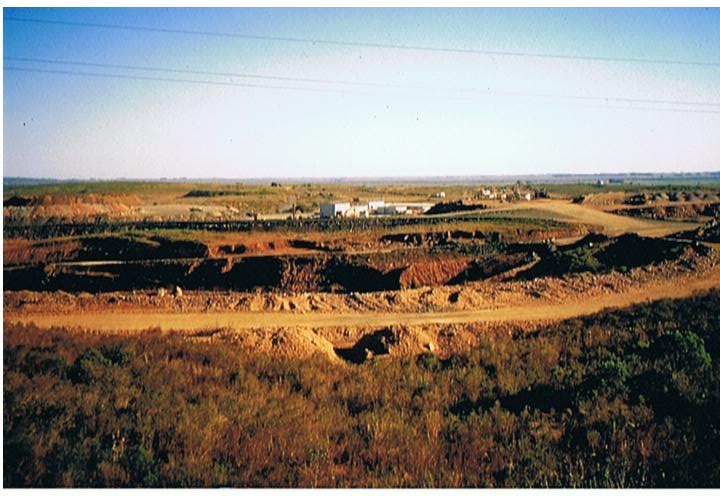
San Gregorio, mines à ciel ouvert

## Gouvernement
Le maire (alcalde) de la ville est Jesús Cuadro da Rosa.